# Chabrac
Chabrac település Franciaországban, Charente megyében. Lakosainak száma 614 fő (2022. január 1.). Chabrac Chirac, Étagnac, Saint-Maurice-des-Lions és Saulgond községekkel határos.

## Népesség
A település népessége az elmúlt években az alábbi módon változott:
| Lakosok száma | 548  | 489  | 494  | 474  | 567  | 564  | 570  | 591  | 598  | 614  |
|               | 1968 | 1982 | 1990 | 2006 | 2013 | 2015 | 2017 | 2019 | 2020 | 2022 |